# Locheutis mesophragma
Locheutis mesophragma is een vlinder uit de familie van de sikkelmotten (Oecophoridae). De wetenschappelijke naam van de soort werd in 1887 als Eulechria mesophragma gepubliceerd door Edward Meyrick.